# Gregório Warmeling
Gregório Warmeling (* 17. April 1918 in Orleães, Santa Catarina, Brasilien; † 3. Januar 1997) war ein römisch-katholischer Geistlicher und Bischof von Joinville.

## Leben
Gregório Warmeling empfing am 5. September 1943 die Priesterweihe für das Bistum Tubarão.
Papst Pius XII. ernannte ihn am 3. April 1957 zum Bischof von Joinville. Der Erzbischof von Florianópolis, Joaquim Domingues de Oliveira, spendete ihm am 29. Juni desselben Jahres die Bischofsweihe; Mitkonsekratoren waren Anselmo Pietrulla OFM, Bischof von Tubarão, und Ignácio Krause CM, Bischof von Xingtai.
Er nahm an allen vier Sitzungsperioden des Zweiten Vatikanischen Konzils als Konzilsvater teil.
Papst Johannes Paul II. nahm am 9. März 1994 seinen altersbedingten Rücktritt an.